# William Saurin (magistrat)
William Saurin (1757 - 11 février 1839) est un avocat irlandais, fonctionnaire de la Couronne et homme politique. Il est procureur général d'Irlande de 1807 à 1822, et pendant une grande partie de cette période, il est le chef effectif du gouvernement irlandais. Il est inhabituel parmi les officiers de justice irlandais en ce sens qu'il n'a jamais été nommé juge et qu'il n'a jamais souhaité le devenir. En tant que protestant d'Ulster et adversaire déterminé de l'émancipation catholique, il s'attire l'hostilité de Daniel O'Connell, qui l'appelle « l'ennemi mortel », et travaille pendant des années pour le faire démettre de ses fonctions .

## Famille
Saurin est né à Belfast, deuxième des quatre fils du révérend James Saurin, vicaire de Belfast (mort en 1774) et de son épouse Jane Duff . James Saurin (en), évêque de Dromore, est son frère cadet.
Les Saurin sont d'origine huguenote française (c'est sans doute pour cela que Daniel O'Connell qualifie William d'"insolent Français transplanté") . La famille, originaire de Nîmes, fuit la France après la révocation de l'édit de Nantes en 1685. Même un siècle plus tard, cet épisode, selon ses amis, fait une profonde impression sur William.
Louis Saurin, doyen d'Ardagh, le premier de la famille à s'installer en Irlande, (il est le frère du célèbre prédicateur Jacques Saurin, converti au catholicisme, puis revenu à la foi réformée), est le grand-père de William .

## Éducation et début de carrière
Il fait ses études à la Duboudien's School, une académie privée réputée à Lisburn  et à l'Université de Dublin, où il obtient son baccalauréat ès arts en 1777 . Il entre au Lincoln's Inn et est admis au barreau en 1780. Après un démarrage lent dans sa profession, il en devient l'un des leaders reconnus ; malgré son éminence plus tard, il est d'abord considéré comme un "plodder".

## Carrière juridique et politique
Saurin est un adversaire passionné de l'Acte d'Union et s'efforce, sans succès, de persuader le barreau irlandais en tant que corps de s'y opposer. Il entre ensuite à la Chambre des communes irlandaise en tant que député de Blessington, afin de lutter contre la réalisation de l'Union . Castlereagh dénoncé sa position comme une incitation à la rébellion et compare Saurin à Thomas Paine . 
Le fait qu'il ait été nommé procureur général d'Irlande malgré son opposition à l'Union et son refus répété de se présenter au Parlement post-Union est un hommage à son éminence juridique (bien que Daniel O'Connell l'ait inévitablement accusé de purger sa peine politique).
Son mandat en tant que procureur général est remarquable non seulement pour sa durée, mais aussi pour sa domination effective de l'administration irlandaise, une position jamais égalée par aucun autre titulaire de la charge (à l'exception peut-être de Philip Tisdall, procureur général de 1760 à 1777). Le fait que le Lord-lieutenant d'Irlande soit généralement absent et que le Lord Chancelier d'Irlande, Lord Manners, n'est pas familier avec la scène politique irlandaise, donne à Saurin l'occasion de diriger le gouvernement irlandais, ce dont il profite pleinement. Sir Robert Peel, secrétaire en chef pour l'Irlande de 1812 à 1818, aurait été entièrement en sympathie avec Saurin  avant plus tard de changer radicalement sa propre position sur l'émancipation catholique.
Protestant d'Ulster, d'origine huguenote, il est peut-être naturel qu'il ait de la sympathie pour l'Ordre d'Orange et de l'hostilité à l'émancipation catholique, mais son parti pris perçu contre les catholiques détruit sa popularité. Dès 1813, son ennemi Daniel O'Connell tente de transformer le procès de l'éditeur John Magee pour diffamation en un acte d'accusation contre le parti pris anti-catholique de Saurin, bien qu'à l'époque ces attaques ne lui nuisent pas beaucoup ; en effet, les attaques personnelles d'O'Connell contre Saurin, qu'il qualifie de "stupide et vulgaire", ont peut-être suscité de la sympathie pour lui . Les préjugés de Saurin contre les catholiques, aiguisés par sa querelle personnelle avec O'Connell, se renforcent jusqu'à ce que cela devienne un sujet de préoccupation politique sérieuse; et bien que la Couronne ait réussi à condamner Magee, elle ne réussit pas à obtenir des condamnations dans d'autres procès connexes comme celui du Dr Sheridan.
Le contrôle effectif de Saurin sur l'administration de Dublin est bien connu et pendant de nombreuses années tenu pour acquis par le gouvernement britannique. Avec le temps, cependant, ses opinions inflexibles et son impopularité font de lui un handicap politique. La publication d'une lettre qu'il écrit à John Toler, le juge en chef des Irish Common Pleas, l'exhortant à user de son influence auprès des jurys protestants pour obtenir la condamnation des catholiques dans des affaires politiques, qu'ils soient innocents ou coupables, porte beaucoup atteinte à leurs deux réputations. En temps voulu, la décision est prise de le révoquer de ses fonctions de procureur général, mais en le dédommageant par une nomination à la magistrature. En 1822, le nouveau Lord Lieutenant, Lord Wellesley, lui offre le poste vacant de Lord Chief Justice of the King's Bench for Ireland ; lorsque Saurin, qui n'a jamais montré aucun intérêt à aller sur le banc, refuse, il est purement et simplement renvoyé du poste de procureur général, une décision qui semble avoir été un coup tout à fait inattendu pour Saurin . Le parti pris anti-catholique de Saurin aurait également offensé la deuxième épouse de Wellesley, Marianne, qui est catholique . Daniel O'Connell exulte de « la chute de notre ennemi mortel » . Wellesley, qui est accusé d'avoir traité Saurin durement, déclare qu'à moins de lui offrir la Lord Lieutenance elle-même, il ne voyait pas ce qu'il aurait pu faire de plus. Saurin conserve une certaine influence politique indirecte jusqu'à ce que la promulgation de l'émancipation catholique en 1829 mette finalement fin à sa carrière politique .
Malgré son âge croissant, il retourne à la pratique privée pendant quelques années et devient « père du barreau » (c'est-à-dire son membre le plus ancien). À ce titre, il prononce le discours d'adieu au lord chancelier sortant, Sir Anthony Hart, en 1830.

## Vie privée
Saurin épouse Mary O'Brien, fille d'Edward Dominic O'Brien et de Mary Carrick. Elle est la sœur de William O'Brien (2e marquis de Thomond), et James O'Brien (3e marquis de Thomond), et la veuve de Sir Richard Eyre Cox, 4e baronnet (mort en 1783). Elle et William ont quatre fils, dont Edward, James et Mark, et une fille. Leur fils aîné, Edward (mort en 1878), devient amiral et épouse Lady Mary Ryder (morte en 1900), fille de l'homme d'État Dudley Ryder (1er comte de Harrowby) et de son épouse Susanna Leveson Gower . Le célèbre acteur australien William Saurin Lyster (en) est le neveu de William.
Saurin meurt à son domicile de St. Stephen's Green, Dublin, en janvier 1839  et sa veuve meurt l'année suivante. Il possède également Carysfort House, Stillorgan, et des terres importantes dans le comté de Tipperary.